# Lugasi
Lugasi (o Logasi) fou un estat tributari protegit a l'agència de Bundelkhand amb una superfície de 122 km² i una població el 1901 de 6.285 habitants. El sobirà era un rajput bundela; el primer fou Diwan Salim 
Singh, fill adoptiu de Hirde Sah, el fill de Chhatarsal de Panna, al segle XVIII. El va succeir el seu fill Diwan Dhiraj Singh, que governava sobre set pobles que li foren confirmats per sanad pels britànics el 1808. Dhiraj, en delicat estat de salut, va abdicar en favor del seu segon fill Sardar Singh, ja que el gran Padam Singh, s'havia revoltat abans de 1808 i no s'havia sotmès fins a l'arribada dels britànics. El 1857 els rebels sipais van assolar el territori de Sardar Singh en revenja per la seva fidelitat als britànics; per aquesta fielitat fou compensat el 1860 amb un feu de quatre pobles que produïa una renda de dos mil rúpies a l'any, i a més el títol de rao bahadur i un khilat de deu mil rúpies. Rao Bahadur Khet Singh, net de Sardar Singh, va estar durant la seva minoria sota control britànic; va morir el 1902 i va pujar al tron Rao Bahadur Diwan Chhatrapati Singh, que era menor d'edat i l'estat va tornar per un temps a control britànic. En aquell moment l'estat estava format per disset pobles (11 el 1881) amb uns ingressos de 20.000 rúpies.
La capital era Lugasi, a 25° 05′ N, 75° 35′ E / 25.083°N,75.583°E a 12 km de Nowgong, amb una població de 1786 habitants el 1901 però 2.167 el 1881.